# 조선에스페란토문화사
조선에스페란토문화사는 1937년 일제강점기 서울에서 조직되었던 아나키즘 운동의 학술단체이다. 홍형의(洪亨義)에 의하여 그를 사장으로 창립되었다. 순(純)에스페란토로『Korea Esperantista』가 발행되었으나, 1939년 3월에 일제의 탄압으로 폐간하게 된다. 이 단체의 운동은 국가와 민족을 초월한 인류애와 평화주의를 근본이념으로 하는 에스페란토 세계정신에 공명하였다고 평가된다.